# Абелев, Гарри Израйлевич
Га́рри Изра́йлевич А́белев (10 января 1928, Москва — 23 декабря 2013, там же) — советский и российский биохимик, иммунолог, онколог, академик РАН (2000).

## Биография
Родился 10 января 1928 года в Москве. Окончил МГУ (биолого-почвенный факультет, кафедра биохимии растений), где учился в 1945–1950 гг. В 1950–1977 гг. работал в Институте эпидемиологии и микробиологии им Н. Ф. Гамалеи АМН СССР: был принят на должность препаратора в биохимический отдел, затем перешел в отдел вирусологии и иммунологии опухолей Л. А. Зильбера, где он прошел путь до заведующего лабораторией, а после смерти Зильбера — возглавил отдел. В 1964–2006 гг. преподавал иммунохимию (с 1964), молекулярную и клеточную иммунологию (с 1996) на кафедре вирусологии биологического факультета МГУ . С 1977 г. заведующий лабораторией иммунохимии Российского онкологического научного центра им. Н. Н. Блохина. В 1955 г. защитил кандидатскую диссертацию на тему «Экспериментальные материалы по изучению некоторых фракций опухолевой ткани», в 1963 г. — докторскую диссертацию на тему «Изучение антигенной структуры опухолей на уровне индивидуальных антигенов». Подготовил 22 кандидата и 4 доктора наук. 23 декабря 1987 года избран членом-корреспондентом АН СССР по Отделению биохимии, биофизики и химии физиологически активных соединений (иммунология). С 26 мая 2000 года академик Российской академии наук по Отделению физико-химической биологии. Абелев был почётным членом Международной ассоциации иммунологов и Европейской ассоциации исследователей рака, председателем Экспертного совета по теоретической и экспериментальной онкологии, членом правления Международного общества раково-эмбриональной биологии и медицины, членом Российского наблюдательного совета Международного научного фонда, действительным членом Российской академии естественных наук (1990), членом Нью-Йоркской академии наук. В июле 2007 года подписал известное «Письмо десяти академиков» к президенту РФ В. В. Путину. Умер в Москве 23 декабря 2013 года. Похоронен на Востряковском кладбище.

## Научная деятельность
В 1963 году, пытаясь отыскать специфические антигены опухоли, группа Абелева, работая в то время в Институте Гамалеи в отделе Л. А. Зильбера, открыла эмбриональный белок, синтезируемый клетками рака печени, — α-фетопротеин. На этой основе разработана реакция Абелева–Татаринова для иммунодиагностики рака печени и тератобластомы яичника. Кроме того, обнаружение α-фетопротеина при гепатоме открыло новый взгляд на рак как обратное перепрограммирование взрослой клетки в эмбриональную.
Получил первые иммунологические доказательства существования эндогенных ретровирусов.
Предложил ряд методов иммунохимического анализа (различные варианты реакции преципитации в геле и иммуноэлектрофореза в геле, иммунофлуоресцентный анализ АФП и опухолеспецифических антигенов, получение моноспецифических антител с помощью преципитации в геле, иммунизация кроликов в лимфоузел для получения высокоактивных иммунных сывороток с использованием минимального количества чистого антигена).

## Основные работы
- «Вирусология и иммунология рака» (в соавт. с Л. А. Зильбером, 1962)
- «Опухолевый рост как проблема биологии развития» (соавт., 1979)
- «50 лет в иммунохимии опухолей» (2001)
- «Канцерогенез» (соавт., 2001)
- «Клиническая онкогематология» (соавт., 2001)

## Награды и звания
- Лауреат Государственной премии СССР (1978; совместно с Ю. С. Татариновым).
- медаль Международной Академии опухолевых маркеров.
- Лауреат Абботовской премии Международного общества раково-эмбриональной биологии и медицины.
- Лауреат премии Вильяма Коли (1975).
- Заслуженный деятель науки Российской Федерации (1998)[11]
- Награждён медалью ордена «За заслуги перед Отечеством» II степени (2002).[12]
- Лауреат Национальной премии «Призвание» (2004) в номинации «За вклад в развитие медицины, внесённый представителями фундаментальной науки и немедицинских профессий» — за изучение фундаментальных основ выявления белков-маркеров рака.[13]

## Семья
- Родители — Израиль Ефимович Абелев (1891—1956) и Евгения Самойловна Абелева (урождённая Горфинкель, 1897—1946); старший брат — Самуил Израилевич Абелев (1924—1943), погиб на Синявинских высотах.
- Жена — Эльфрида-Леокадия Адольфовна Абелева (урождённая Цибарт, 1923—1996), генетик, старший научный сотрудник Института биологии развития имени Н. К. Кольцова, дочь инженера Адольфа Августовича Цибарта (1893—1938 или после 1946), ректора МГТУ им. Н. Э. Баумана с 1930 года и до своего ареста в 1937 году.
  - Сын — Евгений Гарриевич Абелев (1950—2021), геодезист.
  - Сын — Александр Гарриевич Абелев (род. 1954), архитектор и литератор, пишущий под литературным псевдонимом Александр Круглов.